# هاري بيلافر
هاري بيلافر (بالإنجليزية: Harry Bellaver)‏ مواليد 12 فبراير 1905 في إلينوي، الولايات المتحدة - الوفاة 8 أغسطس 1993 في الولايات المتحدة، هو ممثل أمريكي بدأ مسيرته الفنية سنة 1938.

## الأعمال
- من هنا إلى الخلود
- المنزل الكائن بشارع 92
- أحبني أو اهجرني
- العجوز والبحر

## روابط خارجية
- هاري بيلافر على موقع IMDb (الإنجليزية)
- هاري بيلافر على موقع ألو سيني (الفرنسية)
- هاري بيلافر على موقع أول موفي (الإنجليزية)
- هاري بيلافر على موقع قاعدة بيانات برودواي على الإنترنت (الإنجليزية)
- هاري بيلافر على موقع قاعدة بيانات الفيلم (الإنجليزية)